# Výukový objekt
Výukový objekt je malá část výukového obsahu, specifikovaná cílem výkonu, aktivitou a vyhodnocením žáka. Jde o základní stavební prvek e-learningu k výstavbě lekce, jednotky či kursu, nebo sloužící k osvojení malého rozsahu učiva.
V dnešním e-learningu se předpokládá sdílení výukových objektů, které pak označujeme jako sdílitelné výukové objekty. Pro jejich popis se používají standardizovaná metadata a pro jejich distribuci standard SCORM (Sharable Content Object Reference Model).